# کریستی نوم
کریستی لین نوم (به انگلیسی: Kristi Noem)(‎/noʊm/‎) یک سیاستمدار آمریکایی است که از ۲۵ ژانویه ۲۰۲۵ به عنوان هشتمین وزیر امنیت میهن ایالات متحده آمریکا خدمت می کند. وی پیشتر فرماندار داکوتای جنوبی از سال ۲۰۱۹ تا ۲۰۲۵ بوده است. او سابقاً نمایندهٔ حوزه انتخابیه کلی داکوتای جنوبی از حزب جمهوری‌خواه ایالات متحده آمریکا در مجلس نمایندگان ایالات متحده آمریکا بود که برای نخستین‌بار در ۵۱ ژانویه ۲۰۱۱ میلادی به‌عضویت این مجلس درآمد. وی هم اکنون فرماندار کنونی داکوتای جنوبی است.